# Benjamin Hederich
Benjamin Hederich (Geithain, 12 dicembre 1675 – Großenhain, 18 luglio 1748) è stato un latinista, grecista e lessicografo tedesco.

## Biografia
Figlio del pastore luterano Wolfgang Hederich (1632-1682), diacono di Geithain, Benjamin Hederich frequentò dapprima il Gymnasium St. Augustin di Grimma e successivamente le università di Wittenberg e di Lipsia. Conseguita la laurea magistrale a Wittenberg nel 1696, per cinque anni svolse a Wittenberg l'attività di "informator" (insegnante privato). Nel 1702 divenne insegnante di latino e greco al "Kloster St. Johannes der Täufer auf dem Berge", un'istituzione religiosa nei pressi di Magdeburgo, e nel 1705 divenne direttore delle scuole di Großenhain, località in cui rimase per il resto della sua esistenza. Sebbene dedicasse all'insegnamento dalle sei alle sette ore al giorno, Hederich si dedicò nel tempo libero alle attività di tipo erudito nell'ambito della cultura classica, in particolare alla compilazione di vocabolari (latino-tedesco; greco-tedesco) e di dizionari enciclopedici fra i quali un noto dizionario di mitologia classica che lo rese famoso anche oltre i confini della Germania soprattutto dopo la revisione dell'opera curata da Johann Joachim Schwabe nel 1770; il Gründliches lexicon mythologicum fu infatti ampiamente utilizzato, fra gli altri, da Goethe e da Kleist.

## Opere (selezione)
- Benjamin Hederich, Gründliches lexicon mythologicum Worinne So wohl die fabelhafte, als wahrscheinliche und eigentliche Historie derer alten und bekannten Römischen, Griechischen und Egyptischen Götter und Göttinnen wie auch Helden und Heldinnen, seltsamen Wunder-Thiere, merckwürdigen Flüsse, Brunnen, Berge und dergleichen zur Mythologie, oder so genannten Historia Poëtica gehörigen Dinge, Mit ihren unterschiedenen Nahmen und Beynahmen, eigentlichen Bildungen, physicalischen und moralischen dienlichen Deutungen und anderen mehr ... entfasset, Anbey ein so nöthiges, als nützliches Genealogicon Mythistoricum, mit angehänget, Alles aber zum Nutzen und Gebrauch nicht nur derer Studirenden, sondern auch fürnehmlich vieler Künstler und anderer politen Leute, nicht weniger zulänglich, als deutlich zusammen gebracht ist, Leipzig, Verlegts Joh. Friedrich Gleditschens seel. Sohn, 1724.. (Darmstadt: Wissenschaftliche Buchgesellschaft, 1996, ISBN 3-534-03489-9; CD-ROM: Berlin: Directmedia, 2006, ISBN 3-89853-535-5)[11][12]
- Benjamin Hederich, Gründliches mythologisches Lexicon, worinnen so wohl die fabelhafte, als wahrscheinliche und eigentliche Geschichte der alten römischen, griechischen und ägyptischen Götter und Göttinnen und was dahin gehöret, nebst ihren eigentlichen Bildungen bey den Alten, physikalischen und moralischen Deutungen zusammen getragen, und mit einem Anhange dazu dienlicher genealogischer Tabellen versehen worden. Zu besserm Verständnisse der schönen Künste und Wissenschaften nicht nur für Studierende, sondern auch viele Künstler und Liebhaber der alten Kunstwerke, sorgfältig durchgesehen, ansehnlich vermehret und verbessert von Johann Joachim Schwaben, a cura di Johann Joachim Schwabe, seconda, Leipzig, Gleditsch, 1770..
- Beniamini Hederici, schol. Hayn. rect., Lexicon manuale Latino-Germanicum, omnium sui generis lexicorum longe locupletissimum, adeoque ad intelligendos, cum veteres, tum medii atque recentioris aevi scriptores, quarumcumque artium atque scientiarum apprime commodum, notisque et observationibus orthographicis, etymologicis, criticis, antiquariis passim distinctum. Accedit compendiorum scripturae signorumque in scriptoribus, veteribusque monumentis crebrius obuiorum interpretatio, Lipsiae, apud Ioannem Frieder. Gleditsch, 1739.. (Erlangen: Fischer, 1988, ISBN 3-89131-032-3).
- Benjamin Hederich, Promtuarium latinitatis probatae et exercitatae, oder Vollständigstes teutsch-lateinisches Lexicon, worinne ein so hinlänglicher Vorrath an Wörtern, phrasibus, synonymis, epithetis, adjunctis, u.d.g. aus tüchtigen, so wohl alten, als neuen auctoribus, insonderheit aber aus dem Cicerone enthalten, als sonderlich die Jugend auf Schulen zu Verfertigung ihrer lateinischen Ubungen in prosa bey nahe nur erfodern kan, benebst nöthigen, hin und wieder mit eingestreueten, auch zu Ende besonderns mit angehängten observationibus, ingleichen einem kurtzen Begriffe der gemeinsten lateinischen Titul, verfasset von M. Benjamin Hederich, schol. Hayn. rect, Leipzig, Joh. Friedr. Gleditschens Buchhandlung, 1753.
- Benjamin Hederich, Graecum lexicon manuale tribus partibus constans hermeneutica analytica synthetica primum a Beniamine Hederico institutum post repetitas Sam. Patricii curas nunc auctum myriade amplius verborum innumeris vitiis repurgatum plurimisque novis significatibus verbirum locupletatum cura Io. Augusti Ernesti, Lipsiae, Bibliopolio Joh. Frid. Gleditschii, 1754..
- Benjamin Hederich, Gründliches Antiqvitäten Lexicon worinne die merckwürdigsten Alterthümer der Jüden, Griechen, Römer, Teutschen und ersten Christen zulänglich beschrieben, und mit ihren Auctoribus bewiesen werden, Leipzig, Gleditsch, 1743.. (Microfiche numeri 380-396; München: Saur, 1992, ISBN 3-598-40627-4)